# Hedemora (đô thị)
Hedemora Municipality (Hedemora kommun) là một đô thị thuộc hạt Dalarna ở trung bộ Thụy Điển. Thủ phủ là thành phố Hedemora.
Năm 1966, thành phố Hedemora đã được hợp nhất với đô thị nông nghiệp cùng tên và với Husby.

## Các địa phương
- Hedemora (thủ phủ)
- Långshyttan
- Vikmanshyttan
- Garpenberg
- Västerby
- Husby

## Thành phố kết nghĩa
- Bauska, Latvia
- Ishozi-Ishunju-Gera, Tanzania
- Nord Fron, Na Uy
- Nysted, Đan Mạch
- Vehkalahti, Phần Lan